# Victor Gomes (voetbalscheidsrechter)
Victor Miguel de Freitas Gomes (Johannesburg, 15 november 1982) is een Zuid-Afrikaans voetbalscheidsrechter. Hij is in dienst van FIFA en CAF sinds 2011. Ook leidt hij sinds 2008 wedstrijden in de Premier Soccer League.
Op 9 januari 2010 leidde Gomes zijn eerste interland, toen Zambia met 4–2 won van Zuid-Korea in een vriendschappelijke wedstrijd. Tijdens dit duel gaf de Zuid-Afrikaan één gele kaart.
In mei 2022 werd hij gekozen als een van de scheidsrechters die actief zouden zijn op het WK 2022 in Qatar.

## Interlands
| Datum             | Plaats                         | Wedstrijd                    | Uitslag            | Competitie           | Kreeg geel | Kreeg voor de tweede keer geel en dus rood | Weggestuurd |
| ----------------- | ------------------------------ | ---------------------------- | ------------------ | -------------------- | ---------- | ------------------------------------------ | ----------- |
| 9 januari 2010    | Johannesburg, Zuid-Afrika      | Zambia – Zuid-Korea          | 4 – 2              | Vriendschappelijk    | 1          | 0                                          | 0           |
| 15 november 2011  | Nairobi, Kenia                 | Kenia – Seychellen           | 4 – 0              | WK 2014 kwalificatie | 2          | 0                                          | 0           |
| 8 januari 2013    | Johannesburg, Zuid-Afrika      | Zambia – Marokko             | 0 – 0              | Vriendschappelijk    | 0          | 0                                          | 0           |
| 10 juli 2013      | Kitwe, Zambia                  | Mauritius – Seychellen       | 4 – 0              | Vriendschappelijk    | 2          | 0                                          | 1           |
| 14 juli 2013      | Kitwe, Zambia                  | Angola – Lesotho             | 0 – 0              | Vriendschappelijk    | 0          | 0                                          | 0           |
| 14 januari 2014   | Polokwane, Zuid-Afrika         | Gabon – Burundi              | 0 – 0              | Vriendschappelijk    | 4          | 0                                          | 0           |
| 1 februari 2014   | Kaapstad, Zuid-Afrika          | Zimbabwe – Nigeria           | 0 – 1              | Vriendschappelijk    | 4          | 0                                          | 1           |
| 18 mei 2014       | Mahajanga, Madagaskar          | Madagaskar – Oeganda         | 2 – 1              | AK 2015 kwalificatie | 3          | 0                                          | 0           |
| 19 juli 2014      | Gaborone, Botswana             | Botswana – Guinee-Bissau     | 2 – 0              | AK 2015 kwalificatie | 2          | 0                                          | 0           |
| 10 september 2014 | Luanda, Angola                 | Angola – Burkina Faso        | 0 – 3              | AK 2015 kwalificatie | 3          | 0                                          | 0           |
| 11 oktober 2014   | Blantyre, Malawi               | Malawi – Algerije            | 0 – 2              | AK 2015 kwalificatie | 1          | 0                                          | 0           |
| 19 november 2014  | Niamey, Niger                  | Niger – Mozambique           | 1 – 1              | AK 2015 kwalificatie | 0          | 0                                          | 0           |
| 21 januari 2015   | Bata, Equatoriaal-Guinea       | Gabon – Congo-Brazzaville    | 0 – 1              | AK 2015              | 2          | 0                                          | 0           |
| 14 juni 2015      | Bata, Equatoriaal-Guinea       | Equatoriaal-Guinea – Benin   | 1 – 1              | AK 2017 kwalificatie | 6          | 0                                          | 0           |
| 25 maart 2016     | Blida (stad), Algerije         | Algerije – Ethiopië          | 7 – 1              | AK 2017 kwalificatie | 4          | 0                                          | 0           |
| 4 juni 2016       | Francistown, Botswana          | Botswana – Oeganda           | 1 – 2              | AK 2017 kwalificatie | 3          | 0                                          | 0           |
| 13 juni 2016      | Windhoek, Namibië              | Swaziland – Seychellen       | 4 – 0              | Vriendschappelijk    | 1          | 0                                          | 0           |
| 15 juni 2016      | Windhoek, Namibië              | Swaziland – Madagaskar       | 1 – 0              | Vriendschappelijk    | 2          | 0                                          | 0           |
| 19 juni 2016      | Windhoek, Namibië              | Congo-Kinshasa – Mozambique  | 1 – 0              | Vriendschappelijk    | 5          | 0                                          | 0           |
| 24 juni 2016      | Windhoek, Namibië              | Namibië – Zambia             | 1 – 0              | Vriendschappelijk    | 3          | 0                                          | 0           |
| 29 april 2017     | Victoria, Seychellen           | Seychellen – Mauritius       | 1 – 1              | Vriendschappelijk    | 5          | 0                                          | 0           |
| 10 juni 2017      | Ndola, Zambia                  | Zambia – Mozambique          | 0 – 1              | AK 2019 kwalificatie | 1          | 0                                          | 0           |
| 27 juni 2017      | Rustenburg, Zuid-Afrika        | Angola – Tanzania            | 0 – 0              | Vriendschappelijk    | 1          | 0                                          | 0           |
| 2 juli 2017       | Rustenburg, Zuid-Afrika        | Swaziland – Zimbabwe         | 1 – 2              | Vriendschappelijk    | 1          | 0                                          | 0           |
| 5 juli 2017       | Saulspoort, Zuid-Afrika        | Zambia – Tanzania            | 4 – 2              | Vriendschappelijk    | 3          | 0                                          | 0           |
| 5 september 2017  | Alexandrië, Egypte             | Egypte – Oeganda             | 1 – 0              | WK 2018 kwalificatie | 2          | 0                                          | 0           |
| 7 oktober 2017    | Casablanca, Marokko            | Marokko – Gabon              | 3 – 0              | WK 2018 kwalificatie | 3          | 0                                          | 0           |
| 15 januari 2018   | Tanger, Marokko                | Nigeria – Rwanda             | 0 – 0              | Vriendschappelijk    | 2          | 0                                          | 0           |
| 24 januari 2018   | Tanger, Marokko                | Burkina Faso – Kameroen      | 1 – 1              | Vriendschappelijk    | 3          | 0                                          | 0           |
| 9 september 2018  | Brazzaville, Congo-Brazzaville | Congo-Brazzaville – Zimbabwe | 1 – 1              | AK 2019 kwalificatie | 4          | 0                                          | 0           |
| 16 oktober 2018   | Blantyre, Malawi               | Malawi – Kameroen            | 0 – 0              | AK 2019 kwalificatie | 3          | 0                                          | 0           |
| 16 november 2018  | Alexandrië, Egypte             | Egypte – Tunesië             | 3 – 2              | AK 2019 kwalificatie | 6          | 0                                          | 0           |
| 26 juni 2019      | Caïro, Egypte                  | Egypte – Congo-Kinshasa      | 2 – 0              | AK 2019              | 5          | 0                                          | 0           |
| 8 juli 2019       | Bata, Egypte                   | Ghana – Tunesië              | 1 – 1 (4 – 5 n.s.) | AK 2019              | 5          | 0                                          | 0           |
| 17 november 2020  | Luanda, Angola                 | Angola – Congo-Kinshasa      | 0 – 1              | AK 2021 kwalificatie | 3          | 0                                          | 0           |
| 7 september 2021  | Omdurman, Soedan               | Soedan – Guinee-Bissau       | 2 – 4              | WK 2022 kwalificatie | 2          | 0                                          | 0           |
| 11 oktober 2021   | Benghazi, Libië                | Libië – Egypte               | 0 – 3              | WK 2022 kwalificatie | 5          | 0                                          | 0           |
| 16 november 2021  | Blida, Algerije                | Algerije – Burkina Faso      | 2 – 2              | WK 2022 kwalificatie | 0          | 0                                          | 0           |
| 15 januari 2022   | Garoua, Kameroen               | Nigeria – Soedan             | 3 – 1              | AK 2021              | 2          | 0                                          | 0           |
| 20 januari 2022   | Douala, Kameroen               | Ivoorkust – Algerije         | 3 – 1              | AK 2021              | 5          | 0                                          | 0           |
| 30 januari 2022   | Yaoundé, Kameroen              | Senegal – Equatoriaal-Guinea | 3 – 1              | AK 2021              | 3          | 0                                          | 0           |
| 6 februari 2022   | Yaoundé, Kameroen              | Senegal – Egypte             | 0 – 0 (4 – 2 n.s.) | AK 2021              | 6          | 0                                          | 0           |
| 25 maart 2022     | Kinshasa, Congo-Kinshasa       | Congo-Kinshasa – Marokko     | 1 – 1              | WK 2022 kwalificatie | 3          | 1                                          | 0           |
| 22 november 2022  | Al Wakrah, Qatar               | Frankrijk – Australië        | 4 – 1              | WK 2022              | 3          | 0                                          | 0           |
| 1 december 2022   | Ar Rayyan, Qatar               | Japan – Spanje               | 2 – 1              | WK 2022              | 3          | 0                                          | 0           |

Laatst bijgewerkt op 2 december 2022.